# هندسة معلوماتية
هندسة المعلوماتية (بالإنجليزية: Informatics engineering)‏ هي الترجمة المباشرة من العديد من لغات جنوب أوروبا لتخصص هندسي معروف في اللغة الإنجليزية باسم هندسة الحاسوب. في البرتغال، على سبيل المثال، قد تستخدم الجامعات مصطلح هندسة المعلوماتية للإشارة بدقة إلى علم الحاسوب أو قد يتم التمييز بين هندسة الحاسوب وعلم الحاسوب.